# Tom Wood (Spezialeffektkünstler)
Tom Wood (* vor 1990) ist ein englischer Spezialeffektkünstler, der 2016 für den Oscar in der Kategorie Beste visuelle Effekte nominiert wurde. 

## Leben
Er ging in Großbritannien auf die Kunstschule. Ab Mitte der 1990er Jahre arbeitete er bei Cinecite in London an Filmen wie Event Horizon – Am Rande des Universums und Lost in Space. Anschließend wechselte er zu Moving Picture Company, wo er an Spielfilmen wie Lara Croft: Tomb Raider, Harry Potter und die Kammer des Schreckens und Königreich der Himmel beteiligt war. 2012 zog er nah Australien, um für Iloura an Mad Max: Fury Road mitzuarbeiten.
Bei der Oscarverleihung 2016 wurde er zusammen mit Andrew Jackson, Dan Oliver und Andy Williams für seine Arbeit an Mad Max: Fury Road für den Oscar in der Kategorie Beste visuelle Effekte nominiert.

## Filmografie (Auswahl)
- 1996: Der Rasenmäher-Mann 2 – Beyond Cyberspace (Lawnmower Man 2: Beyond Cyberspace)
- 1997: Event Horizon – Am Rande des Universums (Event Horizon)
- 1998: Lost in Space
- 1999: Sofies Welt (Sofies verden)
- 2000: Snatch – Schweine und Diamanten (Snatch.)
- 2001: Duell – Enemy at the Gates (Enemy at the Gates)
- 2001: Harry Potter und der Stein der Weisen (Harry Potter and the Philosopher’s Stone)
- 2001: Lara Croft: Tomb Raider
- 2001: Verbrechen verführt (High Heels and Low Lifes)
- 2002: Ali G in da House (Ali G Indahouse)
- 2002: Doctor Sleep
- 2002: Harry Potter und die Kammer des Schreckens (Harry Potter and the Chamber of Secrets)
- 2005: Königreich der Himmel (Kingdom of Heaven)
- 2007: Sunshine
- 2010: Prince of Persia: Der Sand der Zeit (Prince of Persia: The Sands of Time)
- 2011: Lachsfischen im Jemen (Salmon Fishing in the Yemen)
- 2011: We Need to Talk About Kevin
- 2012: Spieglein Spieglein – Die wirklich wahre Geschichte von Schneewittchen (Mirror Mirror)
- 2015: Mad Max: Fury Road
- 2015: The Last Witch Hunter
- 2016: Die Bestimmung – Allegiant (The Divergent Series: Allegiant)